# アガサ・カクテル
アガサ・カクテル（英語: Agatha cocktail）、アーント・アガサ（英語: Aunt Agatha）はラムベースのカクテル。

## 概要
日本では、「イギリスのミステリー作家アガサ・クリスティに因んで名付けられた」と言われ、アーント・アガサカクテルとも呼ばれる。漫画『名探偵コナン』に登場したことで有名となった。
しかし、このカクテル名の「アガサ」とは、P・G・ウッドハウスのユーモア小説『比類なきジーヴス』のシリーズに登場する主人公・バーティーの伯母にして、バーティーが恐れる「アガサ・グレッグソン」伯母さんのことである。

## レシピの例
キューバン・スクリューのバリエーションと捉えられており、キューバン・スクリューにアンゴスチュラ・ビターズを加えたものである。